# Василиј Кудинов
Василиј Александрович Кудинов (рус. Васи́лий Алекса́ндрович Куди́нов; 17. фебруар 1969 — 11. фебруар 2017) био је руски рукометаш.
Највећи успеси су му освајање Олимпијских турнира 1992. и 2000, Светских првенстава 1993. и 1997. и Европског првенства 1996. Поред тога, на великим такмичењима освојио је још три медаље.
Његов син Сергеј је такође рукометаш.